# Esther Friesner

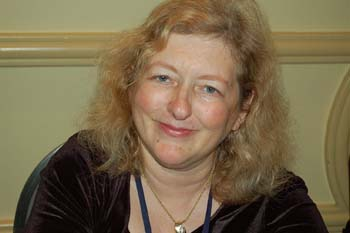
Esther Friesner, 2006

Esther Mona Friesner-Stutzman, geb. Friesner (* 16. Juli 1951 in den USA) ist eine US-amerikanische Schriftstellerin.

## Leben
Friesner studierte Drama und Spanisch am Vassar College und promovierte dann in Spanisch an der Yale University. Dort unterrichtete sie auch einige Jahre Spanisch und schrieb in ihrer Freizeit Kurzgeschichten und Romane. Schließlich begann sie hauptberuflich zu schreiben.
1982 erschien ihre erste Kurzgeschichte The Stuff of Heroes. Bis jetzt hat sie 37 Romane veröffentlicht und mehrere Anthologien herausgegeben. Am bekanntesten ist wohl die Anthologie 'Chicks in Chainmail'.
Friesner lebt zusammen mit ihrem Mann und ihren zwei Kindern in Connecticut.

## Bibliografie (ins Deutsche übersetzte Werke)
- Die Katze läßt das Zaubern nicht., Bastei Lübbe 1995, Übersetzer Ralph Tegtmeier, ISBN 3-404-20265-1.
- Scandal im Wingdingo-Land., Bastei Lübbe 1996, Übersetzer Dietmar Schmidt, ISBN 3-404-20274-0.
- Die Käseburg-Connection., Bastei Lübbe 1996, Übersetzer Marcel Bieger, ISBN 3-404-20286-4.
- Wünschelzeit., Bastei Lübbe 1996, Übersetzerin Barbara Röhl, ISBN 3-404-20295-3.
- Druidenblut., Bastei Lübbe 2000, Übersetzer Dietmar Schmidt, ISBN 3-404-20390-9.
- Gestern noch sahen wir Meerjungfrauen., Bastei Lübbe 2002, Übersetzerin Angela Koonen, ISBN 3-404-20435-2.
- Men in Black II., Goldmann 2002, Übersetzerin Frauke Meier, ISBN 3-442-45426-3 (Roman zum Film).
- Sturm auf den Himmel., Heyne 2006, Übersetzerin Henriatta Blaschke, ISBN 3453521498 (Star Trek – The Next Generation, Bd. 61).

## Auszeichnungen
- 1994 Skylark Award
- 1995 Nebula für die Kurzgeschichte Death and the Librarian
- 1996 Nebula für die Kurzgeschichte A Birthday